# Pusiola ochreata
Pusiola ochreata är en fjärilsart som beskrevs av George Francis Hampson 1901. Pusiola ochreata ingår i släktet Pusiola och familjen björnspinnare. Inga underarter finns listade.